# Kris Faafoi

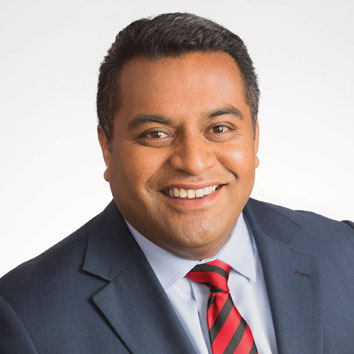
Kris Faafoi (2017)

Kristopher John Faafoi (* 23. Juni 1976 in Neuseeland) ist ein neuseeländischer Journalist und Politiker der New Zealand Labour Party.

## Leben
Kristopher John Faafoi wurde, nachdem seine Eltern Metita (Mutter) und Amosa Faafoi (Vater) in den 1960er Jahren von dem Atoll Fakaofo des pazifischen Inselstaates Tokelau nach Neuseeland auswanderten, in Neuseeland geboren. Er wuchs in Christchurch auf, wo sein Vater als Lehrer arbeitete und seine Mutter einer Tätigkeit in einer Fabrik nachging. Seinen Namen bekam Faafoi in Anlehnung an Kris Kristofferson, der zu seiner Zeit ein bekannter Sänger und Songwriter war, und wurde von dem Lehrerkollegium der Schule ausgesucht, an der sein Vater als Lehrer tätig war. Sein zweiter Namen stammte von einem Freund der Familie.
Kris Faafoi studierte Journalismus an der New Zealand Broadcasting School (NZBS) in Christchurch und arbeitete mehr als 10 Jahre für den neuseeländischen Fernsehsender Television New Zealand (TVNZ) und für die British Broadcasting Corporation (BBC).

## Politische Karriere
Bevor Faafoi für einen Sitz im Parlament kandidierte, arbeitete er zunächst als Pressesekretär für den Parlamentarier Phil Goff. Als die Politikerin der Labour Party Winnie Laban ihren Sitz im Parlament aufgab, kandidierte Faafoi am 20. November 2010 für ihren Wahlkreis Mana in einer Nachwahl (By-Election) und gewann. Bis zum Jahr 2017 erneuerte er stets seinen Sitz im Parlament über diesen Wahlkreis, trat dann aber zur Wahl im Jahr 2020 über den Listenplatz 15 seiner Partei an und gewann.

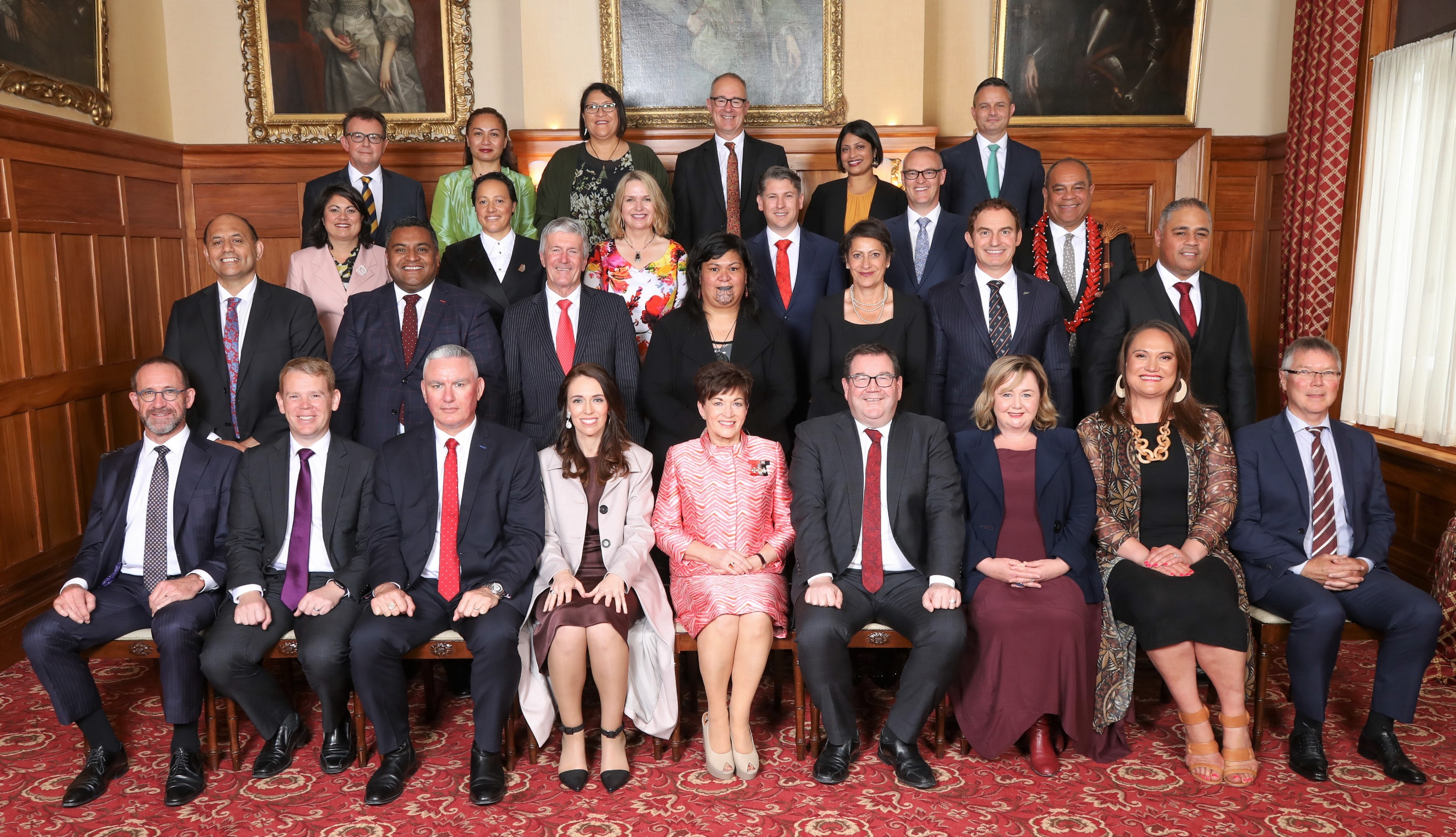
Regierung Jacinda Ardern (2020)
2. Reihe, 2. v. links

Als die Labour Party im Jahr 2017 eine Regierung bilden konnte, holte Jacinda Ardern als Premierministerin ihn ins Kabinett. Faafoi bekleidete in Folge die Ministerposten des:
| Minister                                                   | vom                | bis              |
| ---------------------------------------------------------- | ------------------ | ---------------- |
| Minister of Civil Defence                                  | 26. Oktober 2017   | 28. Juni 2019    |
| Associate Minister of Immigration                          | 26. Oktober 2017   | 28. Juni 2019    |
| Associate Minister of Commerce and Consumer Affairs        | 26. Oktober 2017   | 6. November 2020 |
| Minister of Broadcasting, Communications and Digital Media | 7. September 2018  | 6. November 2020 |
| Minister of Custom                                         | 20. September 2018 | 28. Juni 2019    |
| Minister of Government Digital Services                    | 28. Juni 2019      | 6. November 2020 |
| Associate Minister of Housing (Public Housing)             | 28. Juni 2019      | 6. November 2020 |
| Minister of Immigration                                    | 22. Juli 2020      | 6. November 2020 |

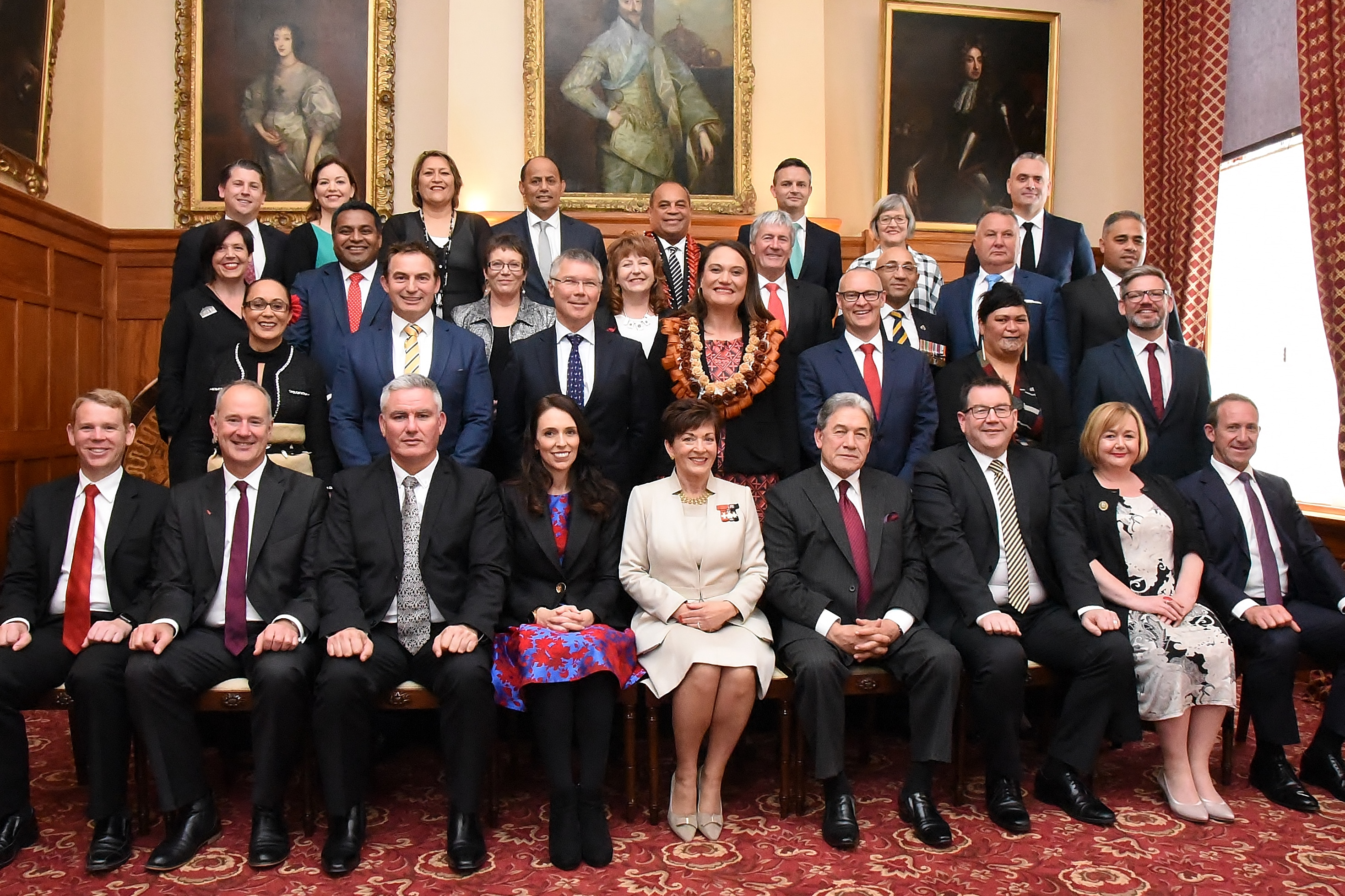
Regierung Jacinda Ardern (2017)
3. Reihe, 2. v. links

Mit dem erneuten Gewinn der Parlamentswahl im Jahr 2020 durch die Labour Party, bildete die Premierministerin Jacinda Ardern ihr Kabinett um und Faafoi übernahm in Folge die Ministerposten des:
| Minister                                                   | vom              | bis               |
| ---------------------------------------------------------- | ---------------- | ----------------- |
| Minister of Justice                                        | 6. November 2020 | 14. Juni 2022     |
| Minister of Broadcasting, Communications and Digital Media | 6. November 2020 | 14. Juni 2022     |
| Acting Minister of Emergency Management                    | 6. April 2021    | 1. September 2022 |

Als Minister of Broadcasting, Communications and Digital Media setzt sich Faafoi für die Digitalisierung des Rundfunks ein und war für das sogenannte COVID-19 response package (COVID-19-Antwortpaket) der Medien verantwortlich sowie für das Programm der Regierung zur Stärkung der Medien.

## Familie
Kris Faafoi lebt mit seiner Frau Mae und seinen drei Söhnen in Porirua.